# Jens Book-Jenssen
Jens Book-Jenssen (né le 14 novembre 1910 et décédé le 28 mars 1999 à Bærum) est un chanteur norvégien.

## Biographie
Book-Jenssen naît à Bærum, fils du jardinier Olaf Jenssen (1874-1949) et de Pauline Book (1883-1962), nés respectivement à Hamar et Stockholm. Il grandit à la ferme Store Stabekk. Il épouse Gerd Kværnberg en 1936. Dans la presse, Book-Jenssen est souvent appelé de manière informelle « Book'n » ou « Booken ».

### Années 1930 et 1940
Il fait ses débuts sur scène au Det Nye Teater d'Oslo en 1933. En tant qu'artiste de revue, il se produit d'abord au Scala Teater, puis au Chat Noir à Oslo. Il commence sa carrière discographique en 1933 et réalise environ 400 enregistrements entre 1934 et 1945. Parmi les succès de cette période figurent des chansons telles que Når lysene tennes der hjemme, En liten gyllen ring et De lyse netters melodi,,. Il écrit également des paroles de chansons, sous le pseudonyme de Peter Coob. Du milieu des années 1930 à 1973, il parcourt le pays avec ses spectacles et, selon ses propres estimations, il parcourt au moins une centaine de fois la distance entre Oslo et Kirkenes.

### Après-guerre
Book-Jenssen est directeur de la revue théâtrale Chat Noir à Oslo entre 1947 et 1950, puis de 1954 à 1959. En 1972, il fonde le Bookn's Teater. Parmi ses enregistrements de chansons d'après-guerre, citons Gudskjelovkvelden en 1949 et Når kastanjene blomstrer i Bygdø Allé en 1950, puis à nouveau en 1956, où elle devient un succès. D'autres chansons populaires sont Skjærsliperen (1956) et Norge i rødt, hvitt og blått (1963). Il réalise environ 150 enregistrements pour le label NERA entre 1946 et 1958, et une quarantaine d'enregistrements pour le label La Voix de son maître entre 1958 et 1965. Au cours de sa carrière, il effectue plus de quatre-vingt-dix tournées nationales, ainsi que des tournées dans les pays européens avec son ensemble de revue. Dans les années 1970, il contribue à une série d'émissions de radio, en chantant et en racontant des anecdotes sur sa carrière. Dès le milieu des années 1950, il devient le premier artiste norvégien à vendre plus d'un million de disques. Plus tard, il devient le musicien norvégien ayant vendu le plus de disques au XXe siècle, avec une estimation prudente de plus de deux millions d'articles vendus. Selon d'autres estimations, ce chiffre était supérieur à trois millions et demi,.
Book-Jenssen reçoit le prix honorifique Spellemannprisen en 1972, la Leonardstatuetten en 1974 et est également décoré de l'ordre de Saint-Olaf et de la Kongens fortjenstmedalje (médaille du mérite de Sa Majesté le Roi). Sa dernière apparition à la télévision a lieu à l'occasion de son 85e anniversaire, lorsqu'il est célébré par un large éventail d'artistes norvégiens lors d'une émission diffusée par la NRK. Il décède à l'âge de 88 ans le 28 mars 1999 et est enterré dans une église de la ville de Haslum, à Bærum. 